# Station Vielsalm
Station Vielsalm is een spoorwegstation langs spoorlijn 42 in de gemeente Vielsalm.
Sinds 1 oktober 2015 zijn de loketten van dit station gesloten en is het een stopplaats geworden.

## Treindienst
| Serie       | Treinsoort             | Route | Bijzonderheden                                                                                                  |
| ----------- | ---------------------- | --- | --- |
| IC 33       | Intercity (NMBS / CFL) | Liers – Luik-Guillemins – Vielsalm – Gouvy – Luxemburg                                                              | Rijdt in het weekend 1×/2u. tussen Liers - Luxemburg.                                                           |
| P 7480/8480 | Piekuurtrein (NMBS)    | [ Hoei – Namen ] / [ Herstal – Luik-Sint-Lambertus – Luik-Guillemins – [ Rivage – Vielsalm – Gouvy ] / [ Statte ] ] | Rijdt alleen op werkdagen. Een trein vanuit Herstal naar Gouvy. Twee treinen per richting tussen Hoei en Namen. |

## Galerij

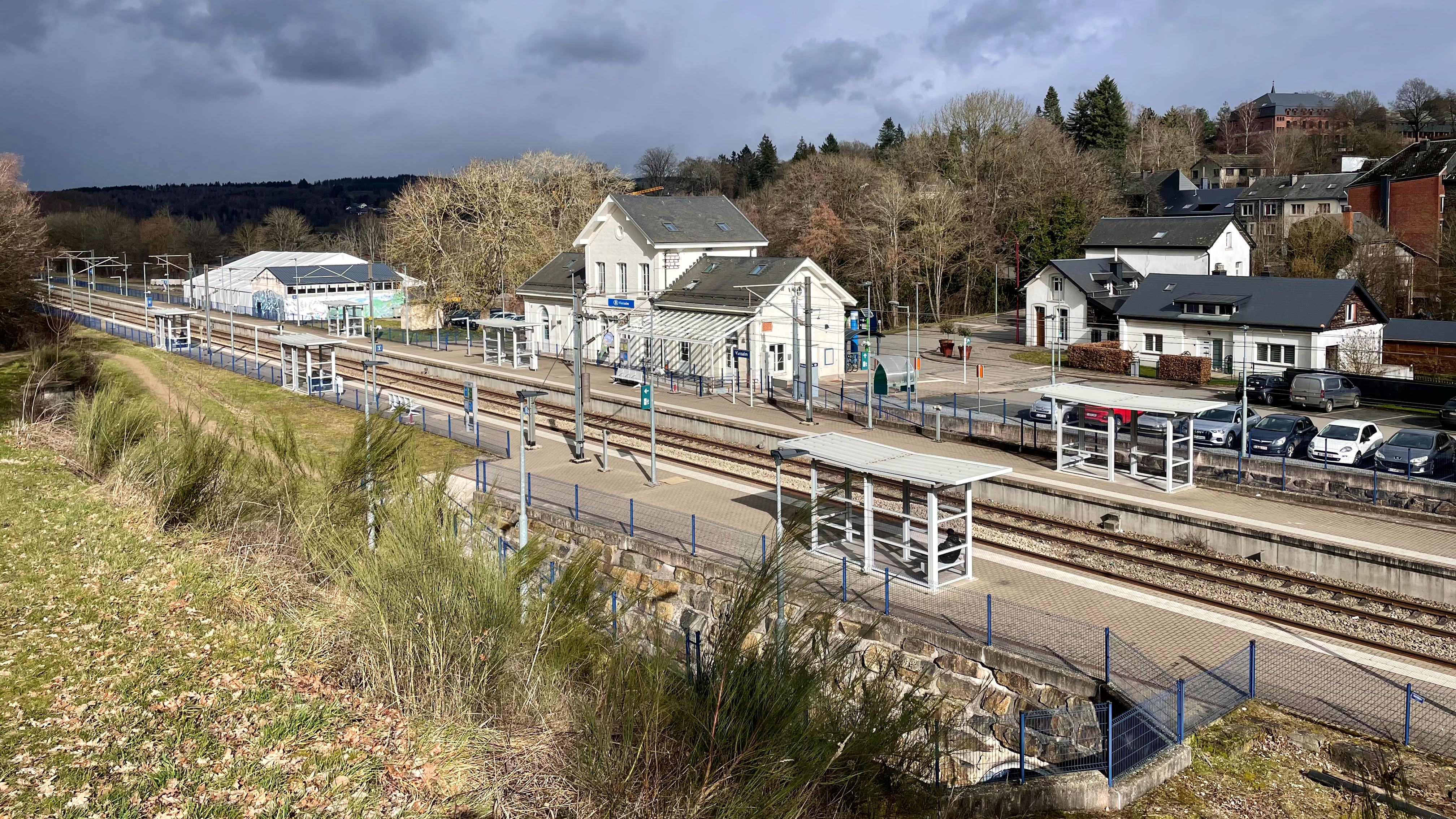
Het station van Vielsalm
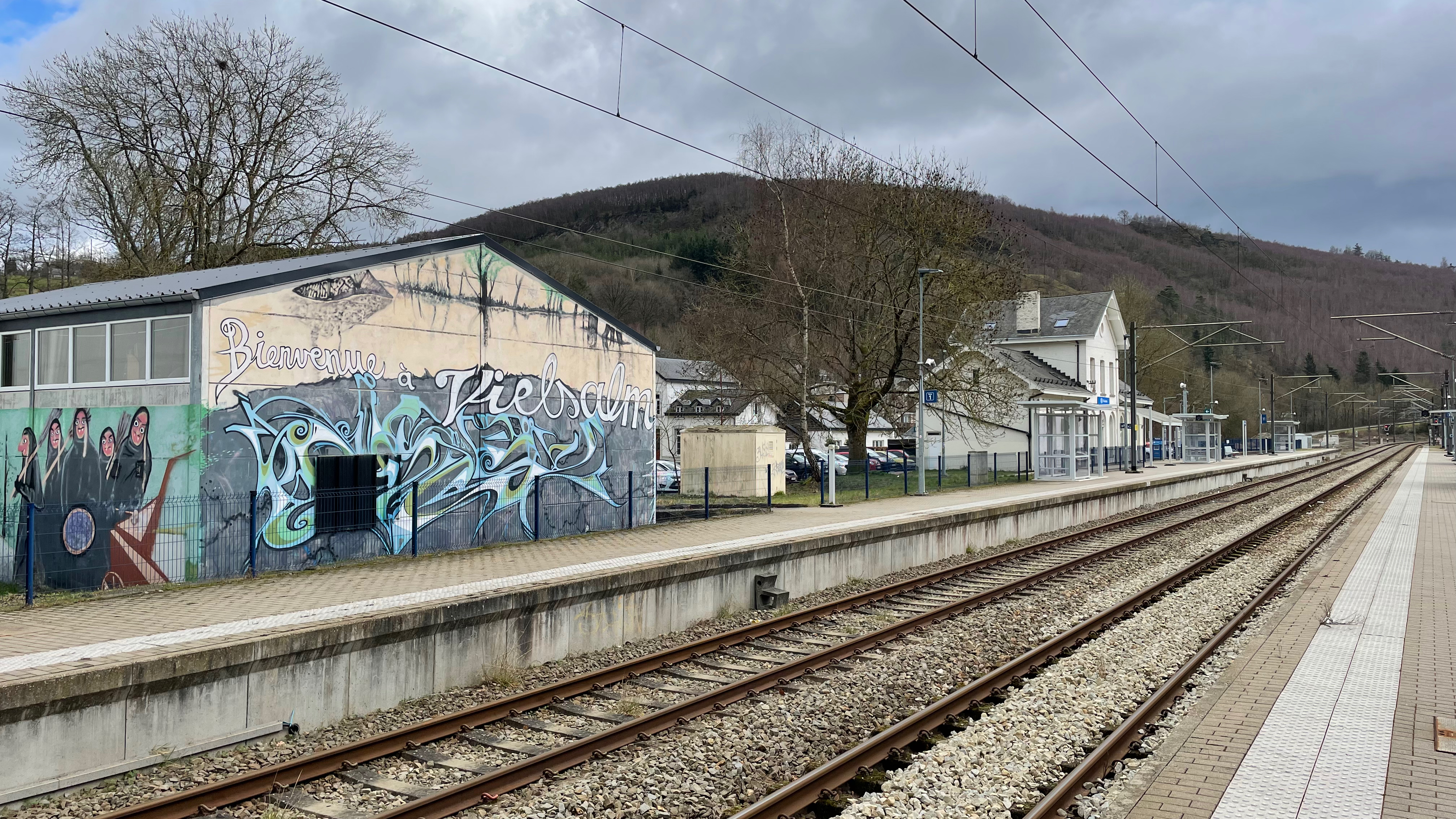
Zicht op het perron
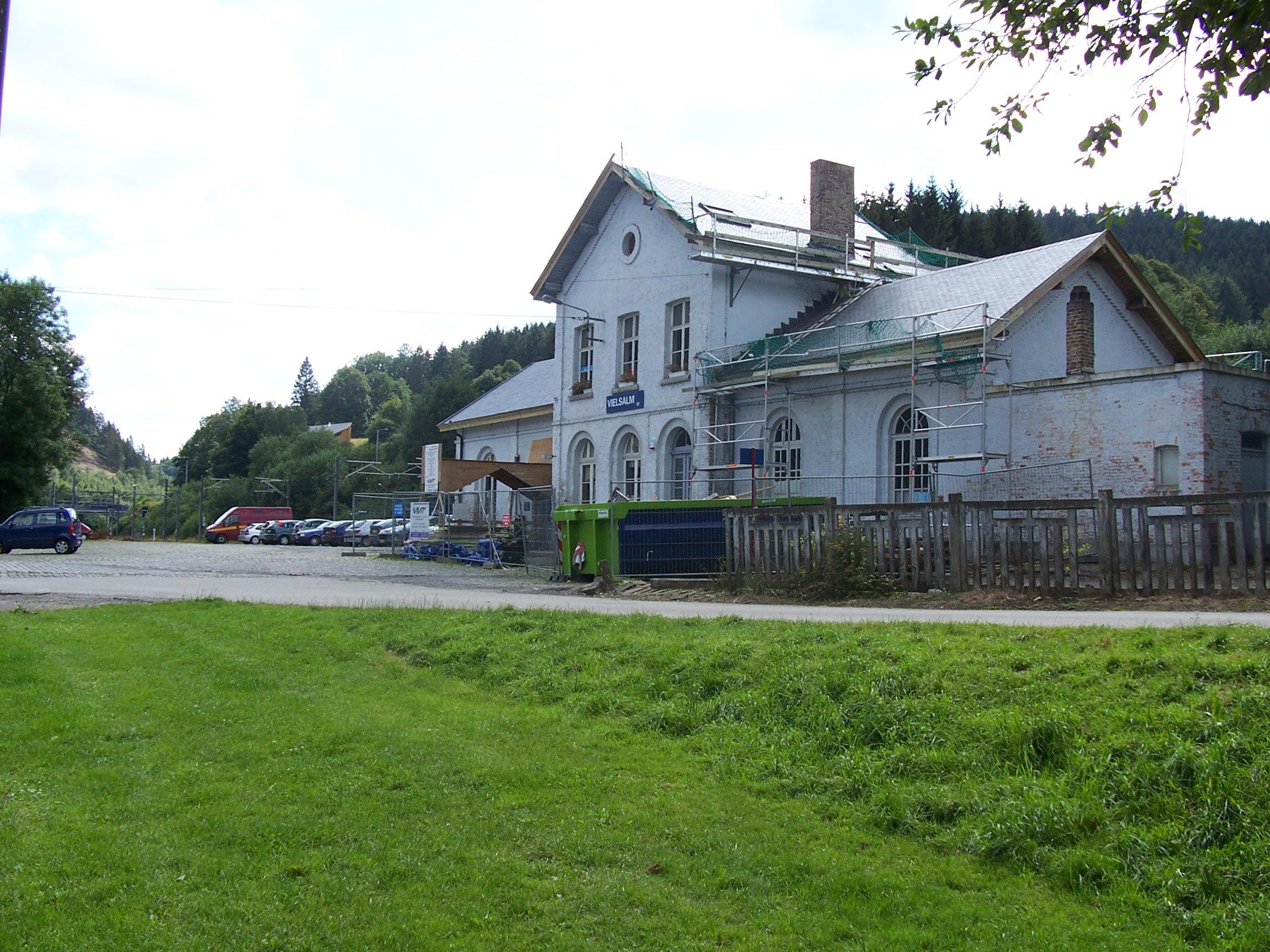
Het station (2007)

## Reizigerstellingen
De grafiek en tabel geven het gemiddeld aantal instappende reizigers weer op een week-, zater- en zondag.
| Tabel: aantal instappende reizigers station Vielsalm | Tabel: aantal instappende reizigers station Vielsalm | Tabel: aantal instappende reizigers station Vielsalm | Tabel: aantal instappende reizigers station Vielsalm |
|                                                      | Weekdag                                              | Zaterdag                                             | Zondag                                               |
| ---------------------------------------------------- | ---------------------------------------------------- | ---------------------------------------------------- | ---------------------------------------------------- |
| 1977                                                 | 194                                                  | 74                                                   | 100                                                  |
| 1978                                                 | 224                                                  | 88                                                   | 131                                                  |
| 1979                                                 | 231                                                  | 65                                                   | 110                                                  |
| 1980                                                 | 259                                                  | 110                                                  | 162                                                  |
| 1981                                                 | 201                                                  | 54                                                   | 168                                                  |
| 1982                                                 | 227                                                  | 89                                                   | 152                                                  |
| 1983                                                 | 228                                                  | 59                                                   | 88                                                   |
| 1984                                                 | 278                                                  | 139                                                  | 200                                                  |
| 1985                                                 | 270                                                  | 80                                                   | 222                                                  |
| 1986                                                 | 247                                                  | 98                                                   | 182                                                  |
| 1987                                                 | 242                                                  | 52                                                   | 164                                                  |
| 1988                                                 | 284                                                  | 96                                                   | 236                                                  |
| 1989                                                 | 242                                                  | 132                                                  | 217                                                  |
| 1990                                                 | 354                                                  | 236                                                  | 193                                                  |
| 1991                                                 | 273                                                  | 169                                                  | 278                                                  |
| 1992                                                 | 264                                                  | 98                                                   | 201                                                  |
| 1993                                                 | 247                                                  | 106                                                  | 171                                                  |
| 1994                                                 | 291                                                  | 119                                                  | 225                                                  |
| 1995                                                 | 231                                                  | 151                                                  | 262                                                  |
| 1996                                                 | 252                                                  | 107                                                  | 320                                                  |
| 1997                                                 | 231                                                  | 160                                                  | 274                                                  |
| 1998                                                 | 218                                                  | 112                                                  | 244                                                  |
| 1999                                                 | 314                                                  | 166                                                  | 216                                                  |
| 2000                                                 | 205                                                  | 144                                                  | 226                                                  |
| 2001                                                 | 187                                                  | 124                                                  | 140                                                  |
| 2002                                                 | 204                                                  | 84                                                   | 171                                                  |
| 2003                                                 | 231                                                  | 98                                                   | 196                                                  |
| 2004                                                 | 210                                                  | 110                                                  | 148                                                  |
| 2005                                                 | 256                                                  | 120                                                  | 220                                                  |
| 2006                                                 | 209                                                  | 111                                                  | 238                                                  |
| 2007                                                 | 196                                                  | 103                                                  | 175                                                  |
| 2008                                                 | -                                                    | -                                                    | -                                                    |
| 2009                                                 | 202                                                  | 94                                                   | 184                                                  |
| 2010                                                 | -                                                    | -                                                    | -                                                    |
| 2011                                                 | -                                                    | -                                                    | -                                                    |
| 2012                                                 | 259                                                  | 100                                                  | 321                                                  |
| 2013                                                 | 284                                                  | 124                                                  | 213                                                  |
| 2014                                                 | 277                                                  | 110                                                  | 211                                                  |
| 2015                                                 | 254                                                  | 146                                                  | 201                                                  |
| 2016                                                 | 240                                                  | 135                                                  | 240                                                  |
| 2017                                                 | 286                                                  | 128                                                  | 169                                                  |
| 2018                                                 | 309                                                  | 99                                                   | 174                                                  |
| 2019                                                 | 219                                                  | 114                                                  | 173                                                  |
| 2020                                                 | 232                                                  | 81                                                   | 126                                                  |
| 2021                                                 | -                                                    | -                                                    | -                                                    |
| 2022                                                 | 380                                                  | 189                                                  | 270                                                  |
| 2023                                                 | 335                                                  | 130                                                  | 225                                                  |
| 2024                                                 | 361                                                  | 120                                                  | 238                                                  |

0,0: Rivage ·
0,9: Liotte ·
5,7: Martinrive ·
8,2: Aywaille ·
11,4: Remouchamps ·
13,4: Nonceveux ·
17,0: Quarreux ·
19,0: Lorcé-Chevron ·
21,4: Stoumont ·
27,4: La Gleize ·
30,4: Roanne-Coo ·
32,6: Coo ·
34,8: Trois-Ponts ·
40,7: Grand-Halleux ·
45,7: Rencheux ·
46,7: Vielsalm ·
48,3: Salmchâteau ·
51,4: Cierreux ·
54,2: Bovigny ·
58,1: Gouvy
0,0: Vielsalm ·
1,5: Vielsalm-Sous-Bois ·
8,4: Burtonville ·
16,8: Recht ·
19,2: Ligneuville ·
23,0: Born